# イェフーダー・ハン＝ナーシー

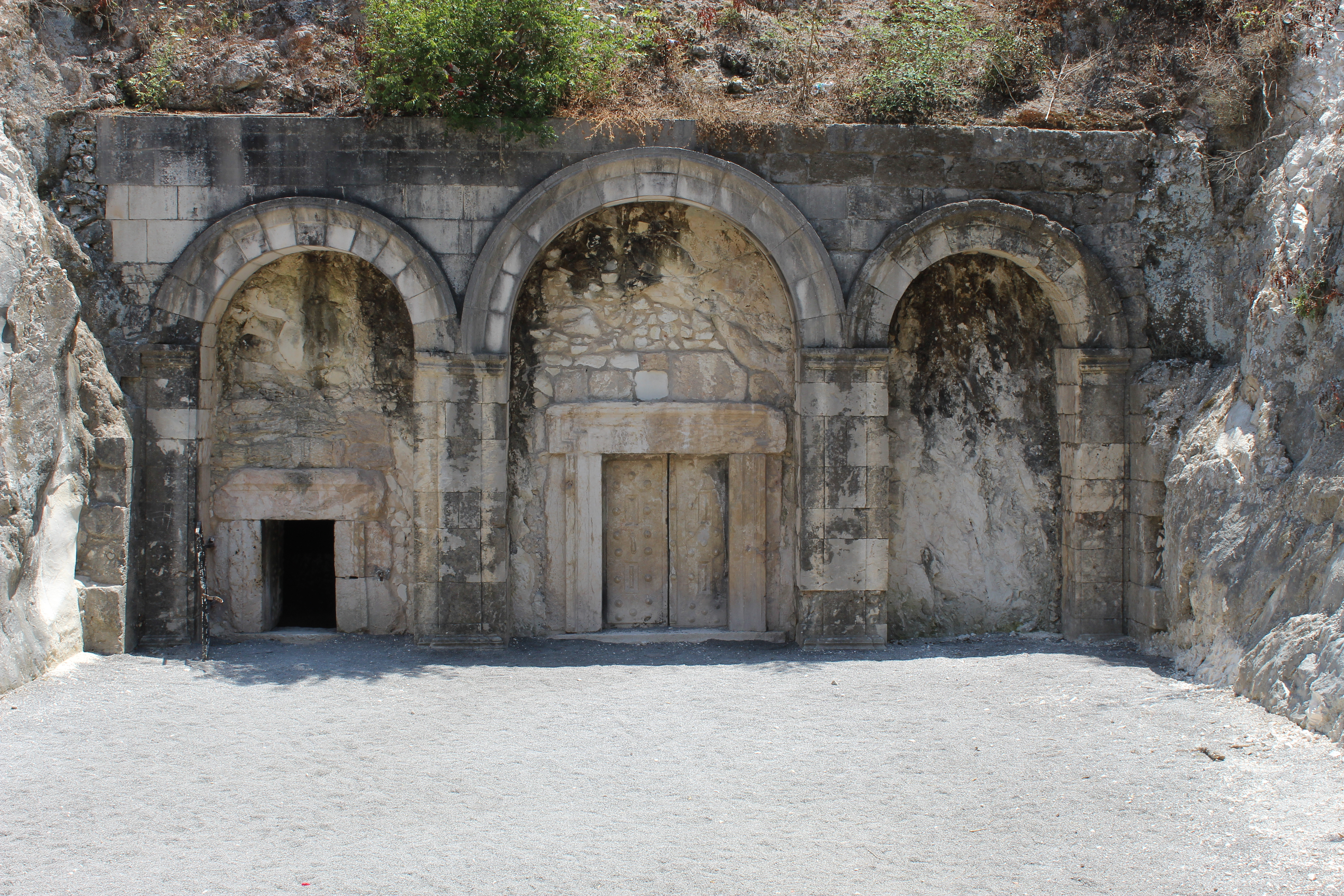
イスラエルのベート・シェアリムにあるラビ・ユダ・ハナシーの墓

イェフーダー・ハン＝ナーシー（ユダ・ハナシー、יְהוּדָה הַנָּשִׂיא Yəhūdhāh hanNāśī’, Rabbi Judah haNasi, 135年 - 217年頃）は、2世紀から3世紀初頭にかけて活動したイスラエルの地のタンナー（ユダヤ教の賢者）。「ハン＝ナーシー」は「指導者」を意味する称号で、彼は当時のユダヤ人共同体の最高指導者として知られた。その尊称の高さから、単に「ラビ」（Rabbi）とも呼ばれる。
彼は学者の協力を得ながらトーラー・シェベアル＝ペ（口伝律法）を体系的に整理し、ミシュナーとして成文化した。